# Poconé (kommun)
Poconé är en kommun i Brasilien.   Den ligger i delstaten Mato Grosso, i den centrala delen av landet, 900 km väster om huvudstaden Brasília. Antalet invånare är 31 778.
Följande samhällen finns i Poconé:
- Poconé

Omgivningarna runt Poconé är huvudsakligen savann. Trakten runt Poconé är nära nog obefolkad, med mindre än två invånare per kvadratkilometer.